# BAe 146
BAe 146 – brytyjski czterosilnikowy odrzutowy samolot pasażerski średniego zasięgu zaprojektowany w wytwórni Hawker Siddeley. Jego pierwszy lot odbył się 3 września 1981 roku. Od 1983 roku produkowany seryjnie. W 1992 roku zmodernizowany samolot produkowany pod oznaczeniem Avro RJ. W 1997 roku powstała wersja Avro RJX z nowymi silnikami (tylko trzy egzemplarze).

## Historia

### Geneza
Lata 50. i 60. XX wieku to okres, kiedy wyszły z użycia zdemobilizowane samoloty DC-3, które zdominowały powojenny rynek przewozów pasażerskich. W przewozach regionalnych, na krótkich i średnich trasach, pojawiły się konstrukcje turbośmigłowe mające wypełnić niszę po amerykańskiej legendzie, samoloty typu Convair CV-240, Hawker Siddeley HS 748, Handley Page H.P.R. 7 Herald, Saab 90 Scandia czy zwycięzca komercyjnego wyścigu po pasażerów holenderski Fokker F27. Wymienione samoloty mogły zabrać na pokład kilkudziesięciu pasażerów. Na takich trasach zaczęły pojawiać się również samoloty z napędem odrzutowym i ich główny przedstawiciel, który na wiele lat zdominował tę część przewozów pasażerskich, Boeing 737. Samoloty odrzutowe mogły latać dalej i zabierać na pokład więcej pasażerów. W luce pomiędzy maszynami turbośmigłowymi a odrzutowcami dostrzegła swoją szansę brytyjska wytwórnia Hawker Siddeley.

### HS 146
Nowy projekt, który udało się wstępnie naszkicować w biurze projektowym w 1971 roku, otrzymał oznaczenie HS 146. Samolot miał być zdolny do przewozu 70 osób. Dla nowej konstrukcji wybrano układ grzbietopłata z usterzeniem w kształcie litery T. Do napędu wybrano silniki Avco Lycoming ALF 502, chociaż rozważano również General Electric TF34, SNECMA M.45 oraz Rolls-Royce Spey. Wybór czterech silników, po dwa pod każdym ze skrzydeł (co było rzadkością jak na tak małą maszynę), podyktowany był faktem, iż nie dysponowano większymi silnikami (o ciągu przynajmniej 13 000 funtów każdy). Rozwiązanie w postaci trzeciego silnika umieszczonego u podstawy usterzenie pionowego, z powodu instalacji hamulca aerodynamicznego i projektowanej tylnej rampy załadunkowej w niektórych wersjach, nie wchodziło w grę. Dużą uwagę podczas prac projektowych przywiązywano do komfortu pasażerów, co nie było oczywiste w tamtych czasach dla samolotów regionalnych. W przypadku HS 146 starano się zapewnić komfort podróży znany z większych samolotów. Maszyna miała być zdolna do pokonania dystansu rzędu 1200 mil (około 2000 km), nacisk położono na możliwość pokonania kilku krótkich tras bez konieczności uzupełniania paliwa. Na tym etapie prac przewidywano powstanie dwóch wersji. Pierwsza z nich HS 146-100 miała zabierać na pokład od 71 do 88 pasażerów a druga, HS 146-200, mogła pomieścić od 88 do 102 podróżnych. Pionierskim w owym czasie elementem, na który zwrócono uwagę na etapie projektowania była prostota obsługi i łatwość eksploatacji samolotu. Starano się wybierać takie rozwiązania konstrukcyjne, które zapewniały użycie jak najmniejszej liczby części. Gdzie to było możliwe starano się używać elementów modułowych, ułatwiających wymianę. Czas potrzebny na przeglądy techniczne lub usuwanie awarii miał być możliwie najkrótszy. Dzięki temu koszty eksploatacji samolotu miały zostać zmniejszone. Maszyna miała dysponować własnymi schodami wejściowymi, uniezależniając się w ten sposób od obsługi lotniskowej. Projekt oficjalnie rozpoczęto 29 sierpnia 1973 roku. Ważnym elementem całego przedsięwzięcia była deklaracja rządu brytyjskiego, który miał wesprzeć projekt połową sumy pieniędzy potrzebnych na realizację, w zamian za udział w późniejszych zyskach ze sprzedaży samolotu. Szefem projektu samolotu został Bob Grigg, zarazem szef całego zespołu projektantów Hawker Siddeley.

### Czarne chmury
Rządowa deklaracja i negocjacje toczone w tej sprawie nie przebiegały gładko. Zarówno strona rządowa jak i przedstawiciele Hawkera mieli swoje priorytety, które nie zawsze pokrywały się z priorytetami drugiej strony. Gdy wreszcie doszło do porozumienia akceptowanego przez obydwie strony, wybuchła wojna Jom Kipur. 6 października 1973 roku Egipt rozpoczął działania wojenne przeciwko Izraelowi. Konsekwencją wojny było embargo naftowe, jakie państwa OPEC wprowadziły najpierw wobec Stanów Zjednoczonych, a następnie Holandii i inne państw Europy Zachodniej. Dalsze działania krajów członkowskich OPEC w latach 1973–1974 doprowadziły do wzrostu ceny baryłki ropy do 35 dolarów. Doprowadziło to do kryzysu naftowego, który objął wszystkie kraje wysoko uprzemysłowione i uzależnione od ropy naftowej i wszystkie dziedziny gospodarki światowej. Jego bezpośrednią konsekwencją był kryzys światowego systemu walutowego oraz kryzys gospodarczy połączony z recesją oraz inflacją. Bezpośrednią konsekwencją tych działań było czasowe zawieszenie prac projektowych.

### Fuzja
Pod koniec lat 70. XX wieku w brytyjskim przemyśle lotniczym doszło do dużych przetasowań. Na mocy parlamentarnej ustawy Aircraft and Shipbuilding Industries Act 1977, 29 kwietnia 1977 roku doszło do fuzji dotychczasowych konkurentów. Hawker Siddeley Aviation i Hawker Siddeley Dynamics połączyły się z British Aircraft Corporation oraz Scottish Aviation tworząc British Aerospace. 10 lipca 1978 roku brytyjski rząd ponownie potwierdził swoje wsparcie dla projektu otwierając tym samym drogę do jego realizacji. Po fuzji wytwórni, nowy projekt otrzymał oznaczenie BAe-146 i jego wstępne modele BAe-146-100 i BAe-146-200.

## BAe-146-100

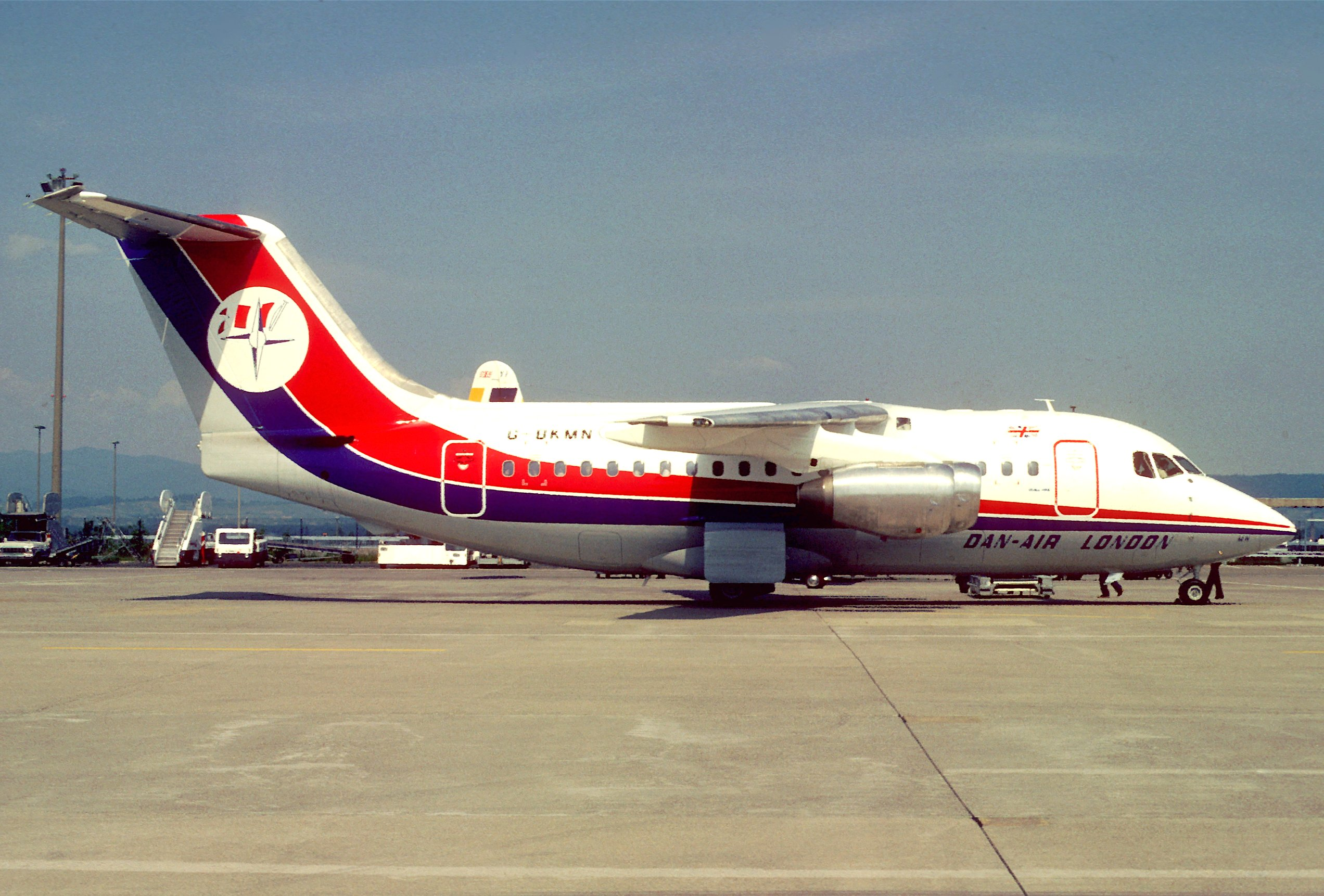
BAe-146-100 należący do linii Dan-Air

Ostatecznie na nową konstrukcję przyjęto układ górnopłata z usterzeniem T. Cztery silniki podwieszono po dwa pod każdym skrzydłem. Maszyna miała konstrukcję stalową z małym udziałem materiałów kompozytowych. Amerykański Textron był odpowiedzialny za produkcję skrzydeł. Szwedzka Saab-Scania budowała statecznik poziomy i powierzchnie sterowe. Dla bezpieczeństwa przy dużej częstotliwości startów i lądowań, dublowano systemy i szczególnie narażone elementy. Użyte zostały silniki Avco Lycoming ALF 502 R-5 o mocy 31 kN każdy. Były to silniki turbowentylatorowe, na żądanie odbiorcy maszynę można było wyposażyć w słabszą wersję silnika R-3. Jednostki wyposażone były w warstwy wyciszające, dzięki czemu samoloty wyróżniały się cichą pracą silników. Maszyny wyposażone były w pomocniczą jednostkę zasilającą służącą do uruchamiania silników bez potrzeby korzystania z generatorów lotniskowych. Skrzydła wyposażono w klapy Fowlera i spojlery. Pod statecznikiem pionowym zainstalowano sterowany hydraulicznie hamulec aerodynamiczny. Rozwiązania te zwiększyły manewrowość samolotu oraz umożliwiły działania na krótkich pasach startowych (STOL). Maszyna wyposażona została w dwa niezależne systemy hydrauliczne. Jeden z nich zaopatrywany był w energię z dwóch silników, drugi z kolejnego, trzeciego silnika i pompy elektrycznej. BAe-146 dysponował trójpodporowym podwoziem zaprojektowanym przez firmę Dowty z przednim podparciem. Golenie wyposażono w dwukołowe wózki. Koła chowane były do wnęk w kadłubie. BAe 146 jest drugim (po Concordzie} samolotem, w którym zastosowano podwójne hydrauliczne hamulce tarczowe z włókna węglowego. Tarcze z takiego materiału są lżejsze od stalowych, a dzięki temu, iż są w stanie przyjąć znacznie więcej energii niż stalowe, samolot wyhamowuje na krótszym dystansie. Kabina pilotów wyposażona była w tradycyjne wskaźniki i zegary. Załoga dysponowała dwoma systemami klimatyzacyjnymi: jeden regulował temperaturę w kokpicie, a drugi, niezależnie, w kabinie pasażerskiej.  W eksploatacji klimatyzacja w BAe-146 stwarzała problemy dla pasażerów i załogi. Zdarzało się, że do systemu dostawały się spaliny silnikowe. Drzwi prowadzące na pokład zamontowano z tyłu i z przodu samolotu, co miało ułatwić i przyspieszyć wejście i wyjście podróżnych. Kabina pasażerska miała 2,03 m wysokości i 3,24 m szerokości, co jak na standardy lat 70. XX wieku czyniło samolot dość przestronnym. Pierwszą wyprodukowaną wersją samolotu był BAe-146-100. Model ten w zależności od konfiguracji mógł przewieźć od 70 do 94 pasażerów na odległość do 3000 km. Oblot techniczny prototypu tej wersji wykonany został 3 września 1981 roku. Na początku 1982 roku ukończono kolejne dwa prototypy przeznaczone do prób. Pierwsze zamówienie na nowy samolot nie zostało złożone przez któregoś z brytyjskich przewoźników, ale w czerwcu 1981 roku przez argentyńskie linie lotnicze Líneas Aéreas Privadas Argentinas. Gdy 20 maja 1983 roku zakończono proces certyfikacyjny samolotu, to już 27 maja 1983 roku maszyna wykonała swój pierwszy komercyjny lot i to w barwach brytyjskich linii Dan-Air, obecnie należących do British Airways. Samolot wykonał rejs na trasie Londyn-Gatwick - Berno-Belp. 1 lipca 1984 roku samolot został oficjalnie dostarczony amerykańskim liniom Pacific Southwest Airlines, jako pierwsza z dwudziestu zamówionych maszyn, debiutując tym samym na północnoamerykańskim rynku. Kolejnym amerykańskim przewoźnikiem, który wzbogacił swoją flotę o BAe 146-100 były linie Air Wisconsin. Tam z kolei samoloty zastąpiły turbośmigłowe Fokkery F27. W 1985 roku brytyjska maszyna zadebiutowała w barwach Aspen Airways. W tym samym roku wykonała pierwszy rozkładowy rejs do leżącego na wysokości ponad 2300 m lotniska w Aspen.
BAe-146-100 wymagał zaledwie 1219-metrowej drogi startowej i 1067-metrowym odcinkiem do lądowania, był zdolny do wykonywania ostrego podejścia do lądowania oraz mógł operować na nieutwardzonych pasach startowych. W listopadzie 1987 roku oficjalnie otwarto port lotniczy Londyn-City. Z uwagi na swoją lokalizację charakteryzował się on krótkim pasem startowym i stromą, 7,5° ścieżką podejścia (na większości komercyjnych lotnisk wynosi ona zwykle około 3°). Z tego powodu początkowo z lotniska korzystać mogły jedynie maszyny zdolne do krótkiego startu i lądowania, głównie były to De Havilland Canada DHC-7 Dash-7 lub Dornier Do 228. Na początku lat 90. XX wieku pas wydłużono i obniżono ścieżkę podejścia do 5,5°, nadal za stromo dla większości pasażerskich samolotów, ale już w granicach możliwości BAe-146. Tym samym stał się on główną maszyną operującą z tego londyńskiego lotniska.

### W służbie Jej Królewskiej Mości

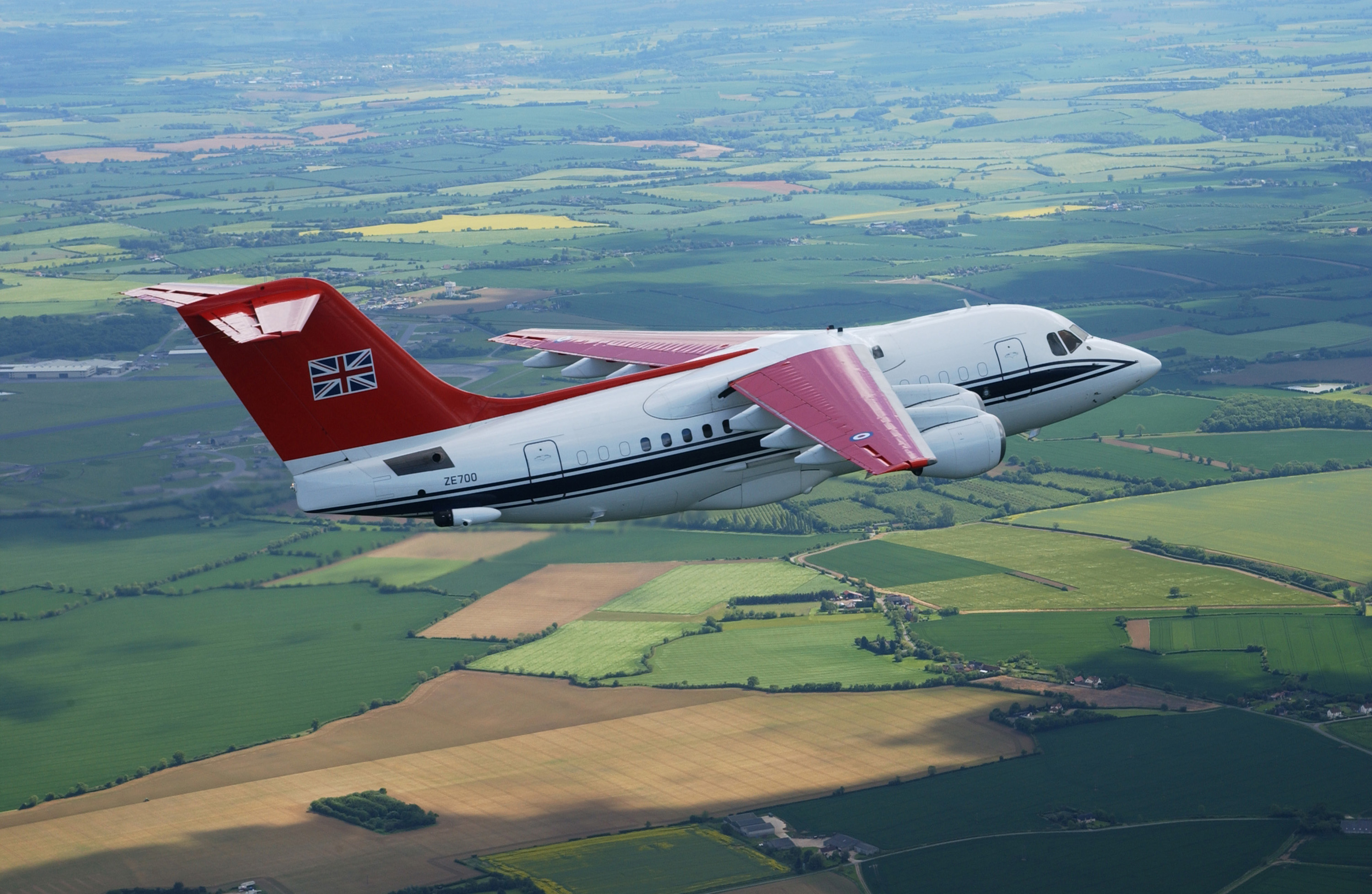
BAe 146 CC.2 (BAe 146-100 Statesman) w barwach No. 32 (The Royal) Squadron

W 1983 roku Royal Air Force przejął dwie maszyny BAe-146-100 w celu weryfikacji ich możliwości. Próby samolotów, oznaczonych jako C1, wypadły na tyle dobrze, że w 1986 roku trzy maszyny znalazły się na stanie No. 32 (The Royal) Squadron, dywizjonu sił powietrznych odpowiedzialnego za transport powietrzny członków rodziny królewskiej. Samoloty otrzymały oznaczenie CC2 i zastąpiły dotychczas używane do przewozu VIP samoloty Hawker Siddeley Andover. BAe-146 zostały specjalnie przystosowane do przewozu w komfortowych warunkach około 20 pasażerów. Wersja ta znana jest również pod oznaczeniem BAe Statesman.

### Wersje
Model BAe 146-100 został dodatkowo wzbogacony przez producenta o dwie dodatkowe wersje. Pierwszą z nich jest wersja BAe-146-100 QT (Quiet Trader) będący wersją transportową (cargo) samolotu oraz wersję BAe-146-100 QC (Quick Change). Maszyna jest wersją towarowo-pasażerską, która dzięki systemowi rolek zainstalowanych na pokładzie, może zostać szybko przeistoczona z wersji pasażerskiej na towarową i na odwrót.

## BAe-146-200
Producent początkowo zdecydowanie większe nadzieje sprzedażowe wiązał z wersją BAe-146-100, jednak przewoźnicy, zaskakująco dla wytwórni, swoje zainteresowanie skupili bardziej na większej, mogącej zabrać na pokład od 85 do 112 pasażerów, z wydłużonym do 28,6 metra kadłubem, dysponującej zasięgiem 2908 km wersji BAe-146-200. Maszyna wymaga do startu pasa o długości 1509 m, a do lądowania 1103 m; nieco więcej niż wersja BAe-146-100, ale nadal dużo mniej niż reszta większych samolotów komunikacyjnych. Wersja ta stała się podstawą do budowy specjalistycznych wersji samolotu. Na bazie 146-200 zbudowano maszyny dedykowane zrzutom spadochroniarzy, z możliwością tankowania w powietrzu, z rampą załadunkową z boku kadłuba lub na jego końcu. Na potrzeby brytyjskiej misji wojskowej w Afganistanie, zbudowano specjalistyczną maszynę C3, wyposażoną w systemy do samoobrony. Ciekawą, ale niezrealizowaną wersją miał być samolot BAe 146 CQD (Carrier Onboard Delivery). Miał być to samolot przeznaczony do transportu ładunków na pokład lotniskowców. Do czasu zakończenia produkcji, wybudowano 116 samolotów w wersji BAe-146-200.

## BAe-146 NRA
Na początku 1991 roku producent ogłosił powstanie nowej wersji samolotu, ochrzczonej jako New Regional Aircraft. Samolot miał powstać na bazie wersji BAe-146-300. Planowano wydłużyć kadłub, co umożliwiłoby, w konfiguracji foteli 3 + 3 (trzy fotele po jednej i drugiej stronie kadłuba) zabrać na pokład nawet 139 pasażerów. Przekonstruowano by skrzydła zwiększając ich rozpiętość oraz zmieniono dwa silniki. Pod uwagę brane były CFM International CFM56, IAE V2500, RR Tay 690, BR715. Modernizacji uległaby kabina pilotów, planowano zastąpić tradycyjny wolant drążkiem sterowym znanym z samolotów Airbusa. Na pokładzie znalazłyby się również elementy systemu Fly-by-wire. Oczekiwano, że samolot będzie zdolny do lotu z prędkością Ma=0,82 i zasięgu 2500 km. Przewidywany zakres zaproponowanych zmian był kosztowny i uczynił inwestycję nieopłacalną.

## Wersja gaśnicza
Na początku drugiej dekady XXI wieku rozpoczęto prace przebudowywania pasażerskich BAe 146 na wersję przeznaczone do gaszenia pożarów. Prace prowadziły głównie północnoamerykańskie firmy. Między innymi Conair, Tronos, Minden Air Corp i Air Spray Services. Do roli samolotu gaśniczego predysponowały BAe 146 jego możliwości lotu w zakresach bardzo niskich prędkości, zdolność do bardzo stromego podejścia oraz duża pojemność zbiorników na środek gaśniczy jakie można zamontować w samolocie. Conair w swoich BAe 146 instaluje ponad 11 000 litrowe zbiorniki.

## Konstrukcja
Górnopłat o konstrukcji całkowicie metalowej z usterzeniem w układzie T. Cztery silniki turbowentylatorowe w podwieszanych gondolach. Podwozie trójpodporowe, chowane w locie.

## Wersje

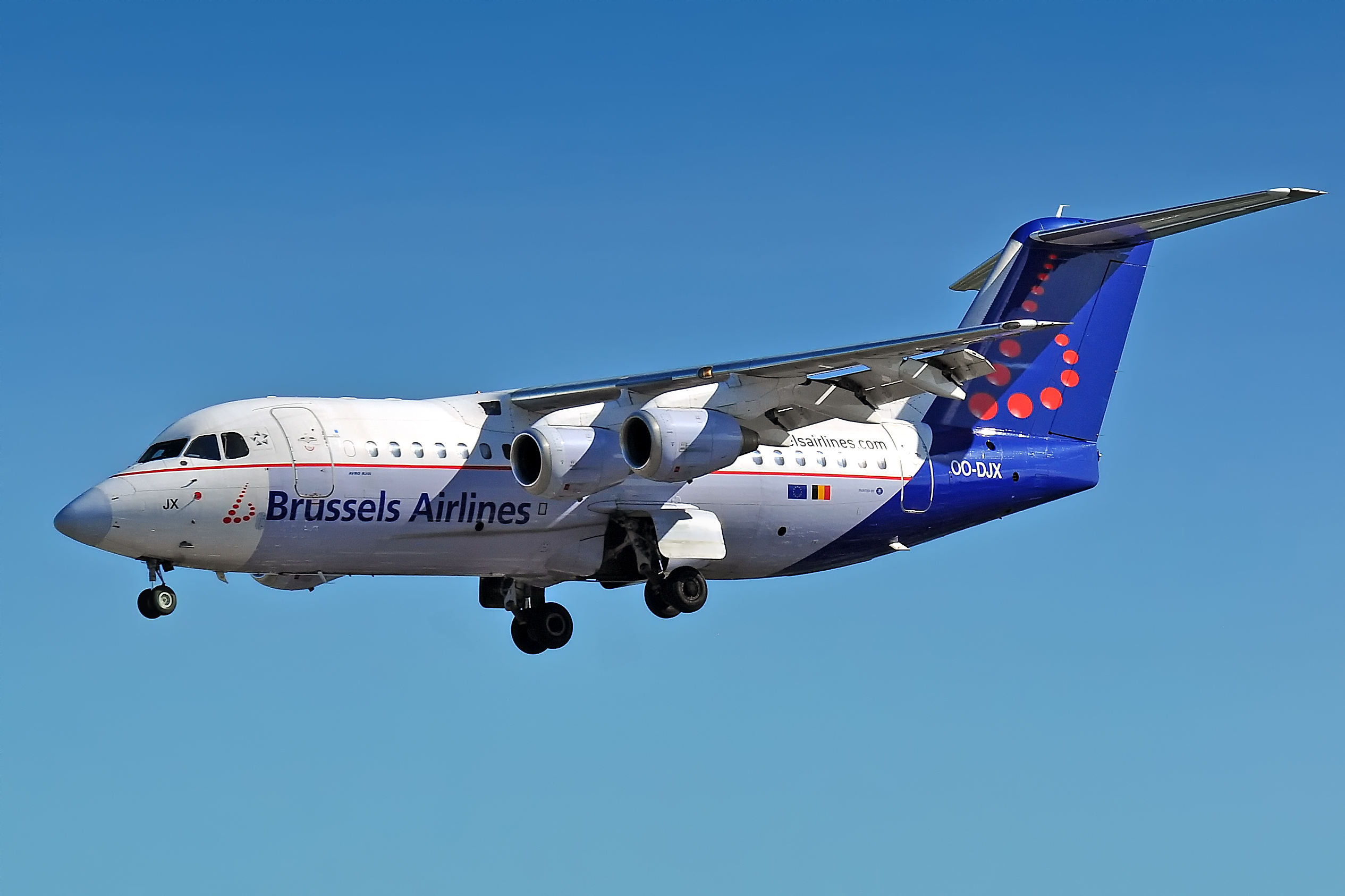
Avro RJ85 linii lotniczych Brussels Airlines

- BAe 146-100 / Avro RJ70 – wersja o pojemności od 70 do 80 pasażerów
- BAe 146-200 / Avro RJ85 – wersja o pojemności od 85 do 100 pasażerów
- BAe 146-300 / Avro RJ100 – wersja o pojemności od 100 do 112 pasażerów
- BAe 146STA – wojskowa wersja samolotu (tylko demonstrator)
- Avro RJX – wersja z bardziej ekonomicznymi silnikami
- BAe 146C Mk3 – dwa samoloty wersji 200, przebudowane przez BAE Systems w zakładach Hawker Beechcraft Services. Samoloty wyposażono w opancerzoną kabinę, układ samoobrony, radiostację HF i UHF oraz duże drzwi ładunkowe na burcie. Maszyny zostały zamówione przez Royal Air Force w ramach pilnej potrzeby operacyjnej, związanej z wycofywaniem się brytyjskiego kontyngentu wojskowego z Afganistanu. Obydwa samoloty weszły w skład No. 32 Squadron RAF (32 Eskadry RAF)[3].